# Grozești (gmina w okręgu Jassy)
Grozești – gmina w Rumunii, w okręgu Jassy. Obejmuje miejscowości Colțu Cornii, Grozești i Sălăgeni. W 2011 roku liczyła 1769 mieszkańców.